# Springklap
Springklap (Cardamine) er en planteslægt, der er udbredt i Europa, Nordasien og Nordamerika. Det er stauder eller enårige planter med blade, der oftest er snitdelte, og endestillede stande af hvide eller lyslilla blomster. Frugterne er linjeformede skulper. Her omtales kun de arter, som er vildtvoksende i Danmark, eller som dyrkes her.
| Arter |

- Tandrod (Cardamine bulbifera)
- Engkarse (Cardamine pratensis)
- Fjeldkarse (Cardamine bellidifolia)
- Kronløs springklap (Cardamine impatiens)
- Rosetspringklap (Cardamine hirsuta) eller Roset-Karse
- Skovspringklap (Cardamine flexuosa) eller Skov-Karse
- Småblomstret springklap (Cardamine parviflora)
- Vandkarse (Cardamine amara)